# 鄱江
鄱江（はこう、Po River、簡体字: 鄱江、拼音: Pó jiāng）、または饒河（じょうが、簡体字: 饶河、拼音: Ráo hé）は、中華人民共和国江西省北東部を流れる河川で、長江水系の鄱陽湖に注ぐ。別名は「長港」、古い呼び名には「番水」がある。
源流は、安徽省祁門県に発し北を流れる昌江（全長は267キロメートル）と、江西省婺源県に発して南を流れる楽安河（全長は279キロメートル）の二つがある。この二つの川が上饒市鄱陽県で合流して鄱江という名になる。合流後、北へ向けて曲がり、鄱陽県蓮湖で鄱陽湖に入っている。本流部分の長さは40キロメートル、流域面積は15,000平方キロメートル。そのうち、江西省内に属する面積は12,000平方キロメートルである。本流は全て通航可能で、江西省の主要河川のひとつとなっている。